# Nicomedes d'Esmirna
Nicomedes d'Esmirna (en llatí Nicomedes, en grec Nikomédes Νικομήδης) va ser un metge i poeta grec. Encara que va escriure algun epigrama (almenys dos) se li van atribuir per error set epigrames escrits per Nicòdem d'Heraclea. Els seus dos epigrames, inclosos a l'Antologia grega, són votius i estan gravats sobre una estàtua d'Esculapi feta per Boeci, però escrit bastant després del temps d'aquest, segons es desprèn de l'estil. També consta el seu epitafi.